# Orthogonales Kluftsystem

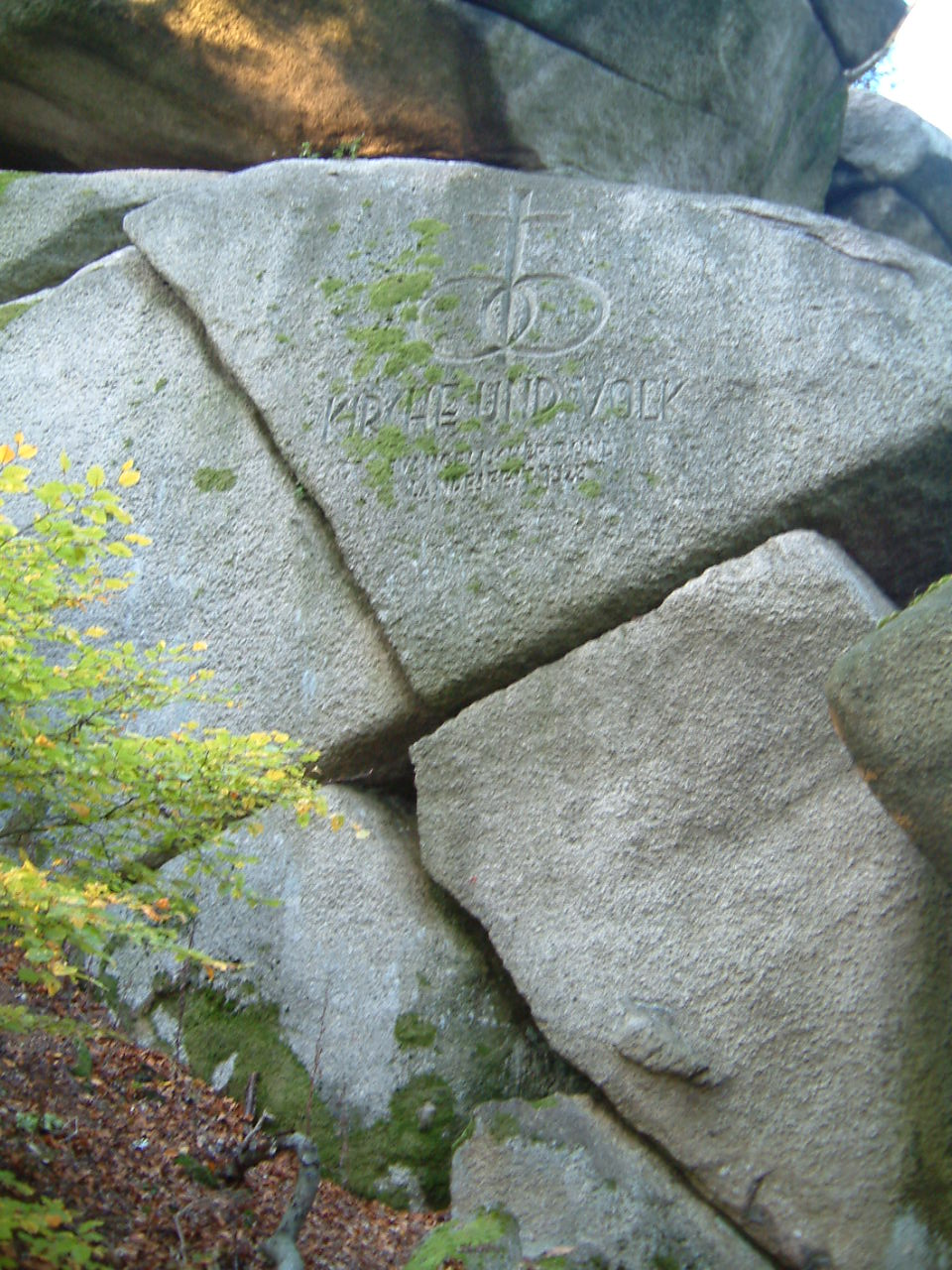
Orthogonales Kluftsystem im Kösseine-Granit

In einem orthogonalen Kluftsystem, auch als fundamentales Kluftsystem oder rechtwinkliges Kluftsystem bezeichnet, stehen alle in einem Gestein ausgebildeten Kluftscharen senkrecht zueinander. Zusammen begrenzen die drei Kluftscharen einen charakteristischen würfel- oder quaderförmigen Gesteinskörper.

## Entstehung und Verbreitung
Zunächst reißt bei einer tektonischen Beanspruchung eines Gesteins eine Kluftschar parallel zur größten Hauptspannung auf. Die Kluftscharen in einem rechtwinkligen System sind geomechanisch betrachtet Spalt- oder Dehnungsbrüche im Gestein.
Manchmal zeichnen sie parallel der Erdoberfläche verlaufende Abkühlungsflächen (Granit), Schiefer- oder Schichtflächen (Sedimentgesteine) nach. In Abhängigkeit von den geotektonischen Spannungsverhältnissen unterscheiden sich die einzelnen Kluftscharen in ihrer Kluftweite und der Beschaffenheit der Kluftflächen voneinander.
Orthogonale Kluftsysteme sind besonders in einer Vielzahl von Gesteinen, wie Sandsteinen, Kieselschiefer, Kalksteinen und Steinkohlen zu finden. Besonders häufig sind die rechtwinkligen Kluftsysteme im Granit ausgebildet. Ausgehend von den Klüften sind viele an der Oberfläche anstehenden Granite verwittert und bilden charakteristische Felsformationen in Form von Wollsäcken, Matratzen oder Hefeklößen (Wollsackverwitterung).

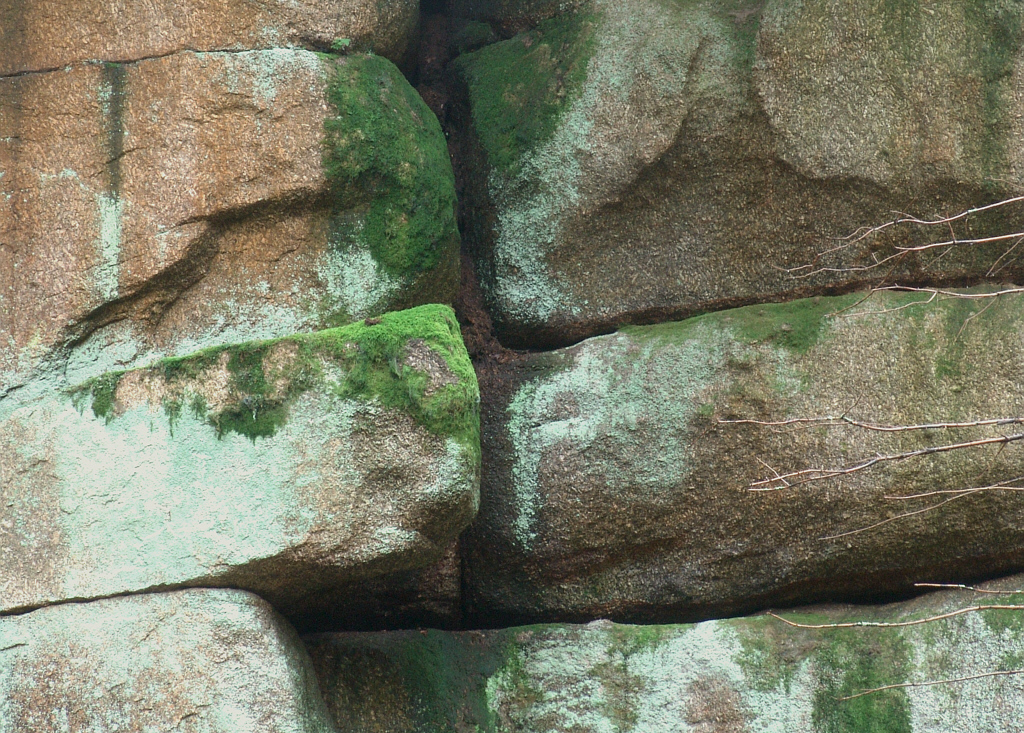
Orthogonales Kluftsystem in Granit
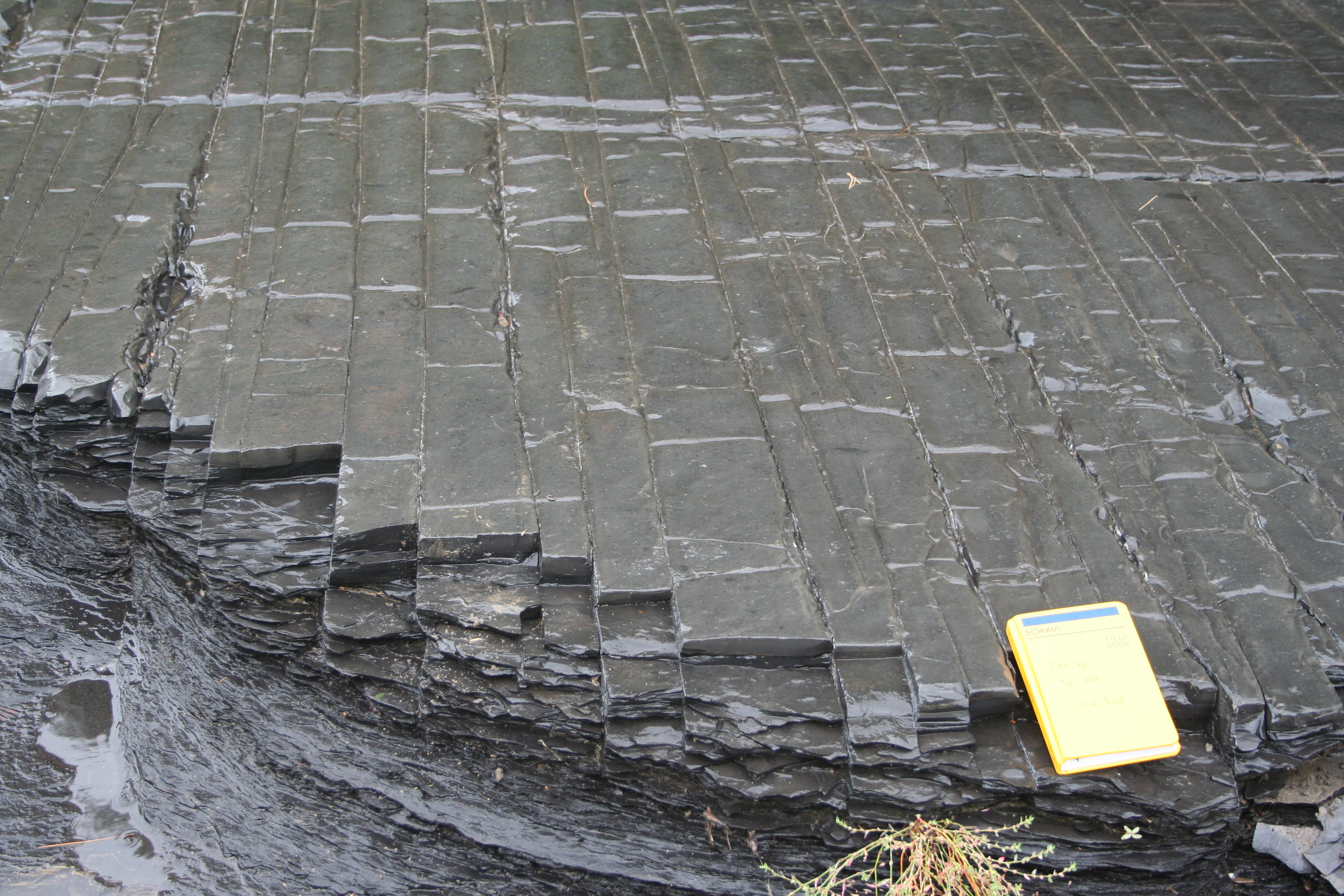
Orthogonales Kluftsystem im Tonstein
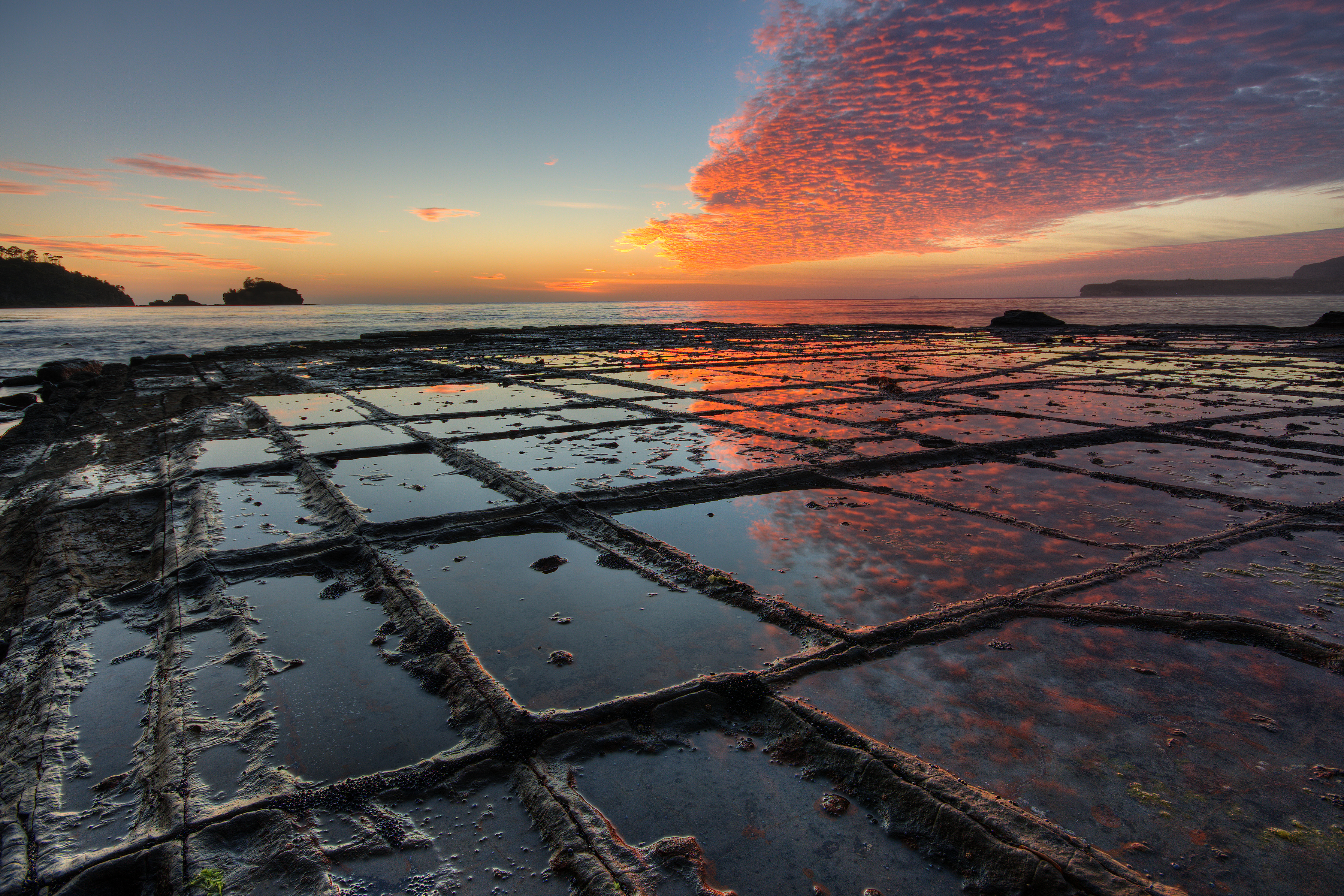
Orthogonales Kluftsystem am Eaglehawk Neck, Australien
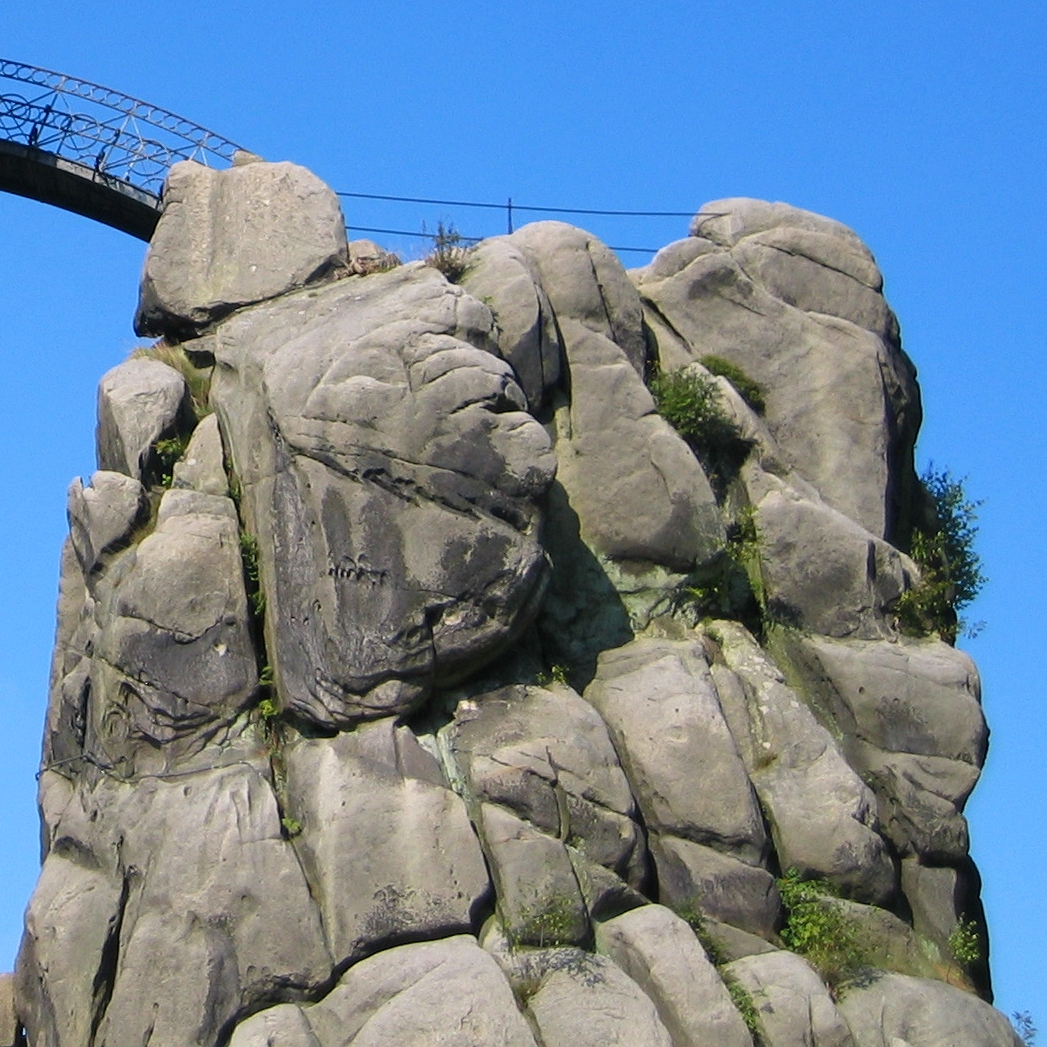
Rechtwinkliges Kluftsystem im Sandstein der Externsteine
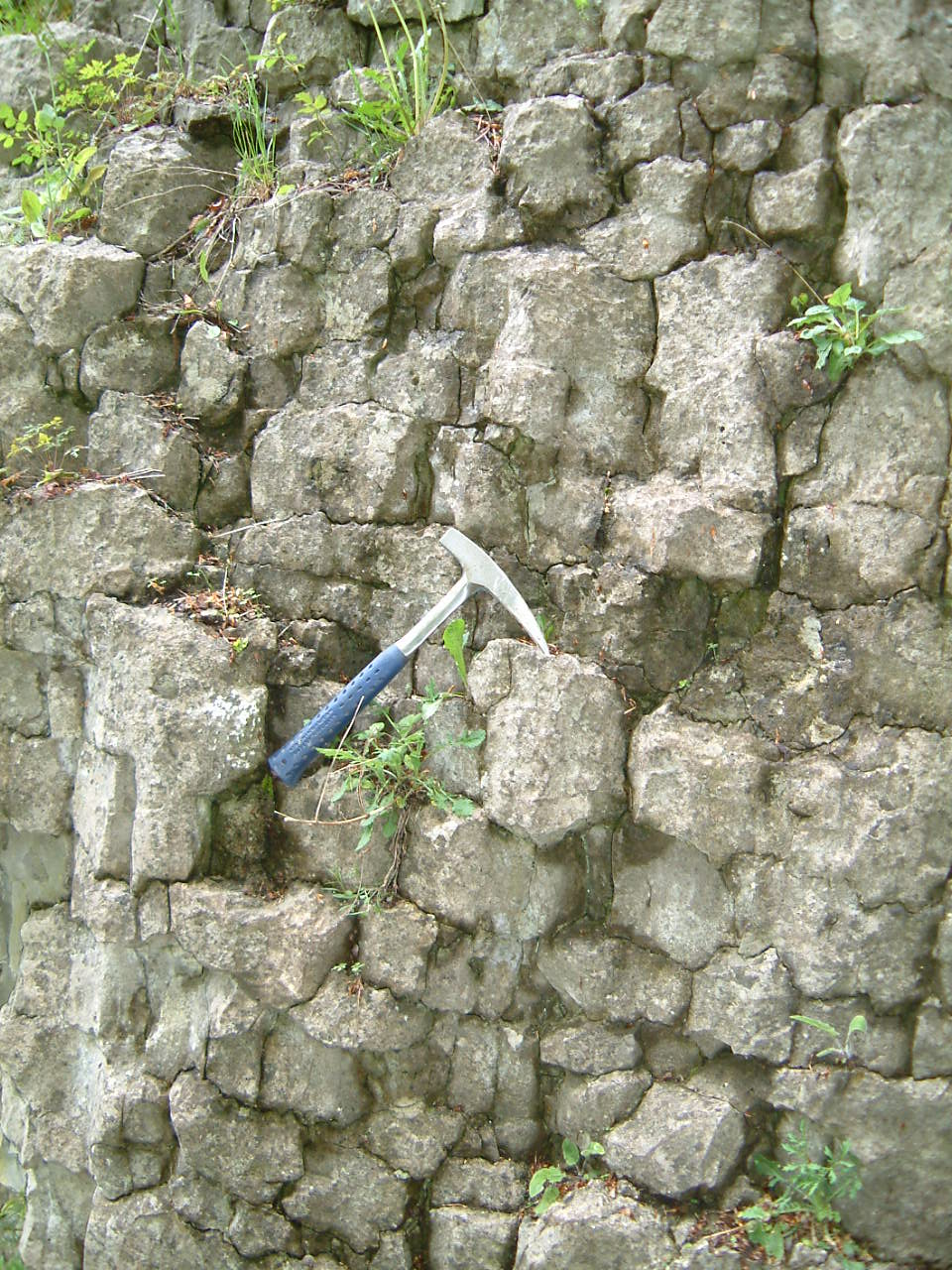
Stinkkalk bei Marsberg mit unregelmäßigem orthogonalem Kluftsystem